# Їпсі Морено
Їпсі Морено  (ісп. Yipsi Moreno, 19 листопада 1980) — кубинська легкоатлетка, олімпійська медалістка.

## Виступи на Олімпіадах
| Олімпіада   | Дисципліна     | Місце |
| ----------- | -------------- | ----- |
| Сідней 2000 | метання молота | 4     |
| Афіни 2004  | метання молота | 2     |
| Пекін 2008  | метання молота | 1     |